# I'm Poppy
I'm Poppy é uma websérie americana de comédia surreal estrelando a atriz, cantora e personalidade do YouTube Poppy. A série estreou seu episódio piloto no  Festival de Cinema de Sundance em 23 de janeiro de 2018, e está disponível exclusivamente no YouTube Premium. A série só realizou a produção de um piloto, mas os produtores pretendem fazer mais episódios para a série.

## Premissa
A sinopse oficial do Sundance Institute para o primeiro episódio afirma: "Junte-se à sensação da internet Poppy ao entrar no mundo real pela primeira vez e rapidamente percebe que a fama e fortuna têm um preço, com sociedades secretas, fanáticos perigosos e uma invejosa manequim chamada Charlotte".

## Elenco e personagens

### Principal
- Poppy Chan como Poppy
- Samm Levine como Johnny
- Dan Hildebrand como Ivan Kross
- Brad Carter como Able Abraham
- Kofi Boakye como Deus e Satanás
- Madison Lawlor como  Pop Star

### Convidado
- Brian Ousar Benton
- Paige Annette como Membro da equipe #1
- Serra de Santana, como Membro da equipe #2
- Dan Fleming como Membro da equipe  #3
- Israel Wright como Membro do Culto
- Irena Murphy como Repórter

## Produção

### Desenvolvimento
Em 4 de dezembro de 2017, o diretor e escritor da série, Titanic Sinclair, anunciou oficialmente o programa em sua conta no Twitter  pela primeira vez, descrevendo-o como "facilmente a coisa mais ambiciosa e empolgante da qual eu já fiz parte".  Isto foi seguido por um anúncio das datas que seriam exibidas durante o festival: 23, 24 e 26. Em 16 de janeiro de 2018, ingressos para o show no festival foram colocados à venda para o público. A série estreou no YouTube Premium em 25 de janeiro de 2018.
Poppy descreveu a série como "baseada em experiências reais" e que os produtores estão "apenas dizendo o que é estar em Hollywood".

### Marketing
Em 22 de janeiro de 2018, um trailer da série foi enviado para a conta do YouTube de Poppy.

## Episódios
| N.º | Título      | Dirigido por     | Escrito por      | Lançamento            |
| --- | ----------- | ---------------- | ---------------- | --------------------- |
| 1   | "I'm Poppy" | Titanic Sinclair | Titanic Sinclair | 25 de janeiro de 2018 |

## Recepção
O The Hollywood Reporter, o crítico Daniel Fienberg disse que achou o episódio piloto "inspirado e distinto", mas não podia imaginar a série "segurando para outro episódio". Adi Robertson, do TheVerge disse que não tem a mesma simplicidade hipnótica e ambígua que muitos dos vídeos de Poppy fazem e que o episódio não é "esquisito o suficiente". Julia Alexandre do Polygon disse que era a prova de que o YouTube Red poderia ser ótimo, caracterizando a série como "agradável" e "autenticamente YouTube"..